# Interferencja

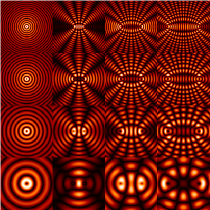
Interferencja fal w zależności od długości fali (wzrasta od góry ku dołowi) i wzajemnej odległości źródeł (rośnie od lewej do prawej)

Interferencja (łac. inter – między + ferre – nieść) – zjawisko powstawania nowego, przestrzennego rozkładu amplitudy fali (wzmocnienia i wygaszenia) w wyniku nakładania się (superpozycji) dwóch lub więcej fal. Warunkiem trwałej interferencji fal jest ich spójność, czyli korelacja fal i równość częstotliwości.

## Matematyczne podstawy
W ośrodku liniowym rozchodzące się z kilku źródeł zaburzenia spotykają się w danym punkcie {\displaystyle P.} Zaburzenie ośrodka w tym punkcie jest sumą zaburzeń wywołanych przez poszczególne fale.
Dla najprostszego przypadku dwóch fal harmonicznych o jednakowych amplitudach {\displaystyle A,} jednakowej długości fali {\displaystyle \lambda } i zgodnych fazach początkowych, rozchodzących się z dwóch różnych źródeł leżących w odległościach odpowiednio {\displaystyle d_{1}} i {\displaystyle d_{2}} od punktu {\displaystyle P,} zaburzenie w punkcie {\displaystyle P} opisuje wzór:

Z lewej interferencja fal będących w tej samej fazie, z prawej – w przeciwfazie

{\displaystyle y(P)=A\sin(\omega t+\varphi _{1})+A\sin(\omega t+\varphi _{2})}
gdzie:
{\displaystyle \varphi _{1}=2\pi {\frac {d_{1}}{\lambda }}}
{\displaystyle \varphi _{2}=2\pi {\frac {d_{2}}{\lambda }}.}
Gdy spełniony jest warunek:
{\displaystyle \varphi _{1}-\varphi _{2}=2\pi {\frac {d_{1}-d_{2}}{\lambda }}=2k\pi }
gdzie {\displaystyle k} to dowolna liczba naturalna {\displaystyle (0,1,2,\dots ),} fale w punkcie {\displaystyle P} ulegają wzmocnieniu (są w tej samej fazie) i
{\displaystyle y(P)=2A\sin(\omega t).}
Gdy w pewnym punkcie {\displaystyle P_{1}}
{\displaystyle \varphi _{1}-\varphi _{2}=2\pi {\frac {d_{1}-d_{2}}{\lambda }}=(2k+1)\pi }
fale wygaszają się (są w przeciwfazie), czyli
{\displaystyle y(P_{1})=0.}

## Interferencja a odbicie fali
Na obraz interferencyjny mają wpływ wcześniejsze odbicia fali, ponieważ faza fali padającej na granicę dwu ośrodków może zmienić się na przeciwną, czyli o {\displaystyle \pi .} W akustyce ma to miejsce wówczas, gdy fala dźwiękowa odbija się od ośrodka, w którym oporność falowa jest większa niż w ośrodku, w którym fala się rozchodzi. W optyce dotyczy to sytuacji, gdy światło odbija się od ośrodka o większym współczynniku załamania (w którym światło ma mniejszą prędkość). Wówczas zamiast o zmianie fazy można mówić o zmianie drogi optycznej o pół długości fali.
W przeciwnych sytuacjach zmiana fazy nie występuje (dźwięk odbija się od granicy z ośrodkiem o mniejszej oporności lub światło odbija się od ciała o mniejszym współczynniku załamania).

Interferencja fal z dwóch źródeł punktowych

## Obserwacja interferencji
Dla zjawiska interferencji, obszar rozchodzenia się fal składa się z fragmentów, gdzie zupełnie nie ma oscylacji i miejsc, w których jej amplituda ulega podwojeniu. Aby zaobserwować maksima i minima interferencyjne, konieczne jest, aby źródła fal były koherentne, czyli miały tę samą fazę i częstotliwość. Białe światło Słońca nie spełnia takiego warunku; dla każdej długości fal składających się na światło białe wzmocnienie i osłabienie interferencyjne zachodzi w innym miejscu. Doświadczenie Younga pozwala na obserwację tego zjawiska dla światła białego.

## Praktyczne zastosowania interferencji
Zjawisko interferencji światła jest wykorzystane np. przez interferometr optyczny. Interferencja pozwala na bardzo precyzyjny pomiar zmian długości drogi od źródła do detektora fali. Światło lasera można rozszczepić za pomocą zwierciadła półprzepuszczalnego na dwie wiązki. Jedną z nich umieszcza się na mierzonym odcinku, a drugą wprowadza do detektora jako wiązkę odniesienia (referencyjną). W efekcie rejestrowane natężenie światła będzie rosnąć i maleć cyklicznie w miarę zwiększania długości odcinka. Długość fali może stać się wzorcem odległości, na przykład metra, co wykorzystano w interferometrze laserowym.
Prace nad telefonią komórkową trzeciej generacji (UMTS) doprowadziły do powstania nowej anteny, zwanej antena adaptacyjną, opierającej swoją zasadę działania na interferencji fal. Antena ta zamiast jednego nadajnika ma kilka nadajników w pewnej odległości od siebie, a układ zasilający może zasilać je sygnałem o zmiennym przesunięciu fazowym. Układ anteny dobiera tak przesunięcie fazowe, by zwiększyć moc promieniowania w kierunku ruchomego odbiorcy. 
Jeżeli uda się zbudować układ generujący fale dźwiękowe w przeciwfazie do hałasu wytwarzanego przez jakieś urządzenie, nastąpi całkowite jego wyciszenie. Zasadę taką wykorzystuje się w aktywnym tłumieniu hałasu.

## Interferencja fal o złożonych kształtach
W akustyce oraz analizie sygnałów obserwuje się fale o bardzo złożonej strukturze. Dźwięki słyszane przez człowieka powstają na skutek interferencji fal w szerokim zakresie częstotliwości i amplitud obserwowanych jako zmiany natężenia przepływających mas powietrza (zmiany ciśnienia). Jednak zarówno ludzki mózg, jak i nowoczesne procesory sygnałowe są w stanie dokonać analizy takiej fali.
Rozkład fali na elementy składowe opiera się na założeniu, że wszystkie interferujące fale da się zapisać jako sumę fal sinusoidalnych. Przekształcenie to nazywa się transformacją Fouriera. Po przetworzeniu sygnału na postać cyfrową możliwe jest obliczenie transformaty za pomocą jej dyskretnej wersji (dyskretna transformata Fouriera), a dzięki wykorzystaniu pewnych zależności matematycznych można wykonać to w stosunkowo krótkim czasie (szybka transformacja Fouriera). Umożliwia to jej implementację w sprzęcie elektronicznym (proste analizatory widma w sprzęcie grającym). Analiza interferencji fal pozwala na lepsze zrozumienie istoty dźwięku, co zaowocowało między innymi opracowaniem formatu MP3.